# Consiglio Rivoluzionario Supremo (Somalia)
Il Consiglio Rivoluzionario Supremo (in somalo Gollaha Sare ee Kacaanka; in arabo المجلس الثوري الأعلى), è stato l'organo governativo che ha guidato la Somalia dal 1969 al 1976.

## Storia
Dopo l'assassinio del presidente somalo Abdirashid Ali Shermarke l'esercito, attraverso un colpo di stato guidato dal comandante in capo, Mohammed Siad Barre, prese il potere e si instaurò il Consiglio Rivoluzionario Supremo (SRC), controllato dai generali somali Salaad Gabeyre Kediye e Jama Ali Korshel. Tra gli atti dell'SRC vi furono: la cattura dei membri del governo civile, la soppressione dei partiti politici, la dissoluzione del parlamento e della corte suprema, e la sospensione della costituzione.